# Complemento a due
In informatica, Il complemento a due, o complemento alla base, è il metodo più diffuso per la rappresentazione dei numeri con segno. L'espressione complemento a due viene spesso usata impropriamente per indicare l'operazione di negazione (cambiamento di segno) nei computer che usano questo metodo. La sua enorme diffusione è data dal fatto che i circuiti di addizione e sottrazione non devono esaminare il segno di un numero rappresentato con questo sistema per determinare quale delle due operazioni sia necessaria, permettendo tecnologie più semplici e con maggiore precisione; si utilizza un solo circuito, il sommatore, sia per l'addizione che per la sottrazione.
Col complemento a due, il bit più significativo del numero ha peso negativo o positivo; da questo deriva che tutti i numeri che cominciano con un "1" sono numeri binari negativi, mentre tutti i numeri che cominciano con uno "0" sono numeri binari positivi.
Un numero binario positivo si può rendere negativo invertendone i bit e sommando 1 al valore risultante. Ciò è matematicamente giustificabile se osserviamo come si comporta la somma di un numero binario e del suo inverso: il risultato è una sequenza {\textstyle 111...111{_{2}}}, che in complemento a 2 rappresenta -1. In simboli:
{\displaystyle x+{\overline {x}}=-1\quad \Rightarrow \quad x+{\overline {x}}+1=0}
{\displaystyle \quad \Rightarrow \quad {\overline {x}}+1=-x.}
Allo stesso modo si può ottenere il valore assoluto di un numero binario negativo, ossia prendendo il complementare (invertendo il valore dei singoli bit) e aggiungendo 1 al numero binario risultante.
Un numero binario di {\displaystyle n} cifre può rappresentare con questo metodo i numeri compresi fra {\displaystyle -2^{(n-1)}} e {\displaystyle 2^{(n-1)}-1}.
Ad esempio, un numero binario di 8 cifre può rappresentare i numeri compresi tra -128 e +127.
Questo metodo consente di avere un'unica rappresentazione dello zero (quando tutti i bit sono zero, eliminando così la ridondanza dello zero che si verifica con la rappresentazione in segno e modulo), e di operare efficientemente addizione e sottrazione sempre avendo il primo bit a indicare il segno.
Infatti se il bit più significativo (il primo) è uguale a 1, il numero in complemento a due sarà negativo, mentre se questo è uguale a zero il numero sarà positivo, ecco un esempio:
{\displaystyle 0110\ 1100=108;}
{\displaystyle 1001\ 0100=-108.}

## Caratteristiche
Questo metodo di rappresentazione ha notevoli vantaggi, soprattutto per effettuare somme e differenze. Il complemento a due supera infatti gli svantaggi della rappresentazione a modulo e segno soprattutto in termini di complessità realizzativa dei circuiti sommatori.
Come è possibile notare, in complemento a due, il primo bit diventa automaticamente il bit del segno (come per la rappresentazione a modulo e segno), risolvendo però il problema dell'ambiguità dello 0 (in complemento a 2, {\displaystyle 00000} e {\displaystyle 10000} hanno significati diversi). Vengono inoltre enormemente facilitate le operazioni di somma e differenza, che si riducono alla sola operazione di somma. Per comprendere meglio è sufficiente un esempio:
{\displaystyle 5_{10}-10_{10}=5_{10}+(-10)_{10}=}
{\displaystyle =0101_{2}-1010_{2}=00101_{CA2}+10110_{CA2}=}
{\displaystyle =11011_{CA2}=-0101_{2}=-5_{10}.}

## Calcolo dell'opposto in complemento a due
Per rappresentare l'opposto di un numero binario in complemento se ne invertono, o negano, i singoli bit: si applica cioè l'operazione logica NOT. Si aggiunge infine 1 al valore del numero trovato con questa operazione.
Ad esempio per rappresentare il numero -5 usando 8 bit in complemento a 2 il procedimento è il seguente:
Si parte dalla rappresentazione in binario del numero 5:
{\displaystyle 0000\ 0101.}
La prima cifra è 0, quindi il numero è sicuramente positivo. Si invertono tutti i bit: 0 diventa 1, e 1 diventa 0:
{\displaystyle 1111\ 1010.}
A questo punto si è ottenuto il complemento a uno del numero 5; per ottenere il complemento a due bisogna sommare 1 a questo numero:
{\displaystyle 1111\ 1010+0000\ 0001=1111\ 1011.}
Il risultato è un numero binario con segno che rappresenta il numero negativo -5 secondo il complemento a due. Il primo bit, avendo valore 1, evidenzia che il numero è negativo.
Il complemento a due di un numero negativo ne restituisce il numero positivo pari al valore assoluto: invertendo i bit della rappresentazione del numero -5 (sopra) si ottiene infatti:
{\displaystyle 0000\ 0100.}
Sommando 1 il risultato è:
{\displaystyle 0000\ 0100+0000\ 0001=0000\ 0101}
che è appunto la rappresentazione del numero +5 in forma binaria.
Si noti che il complemento a due dello zero è zero stesso: invertendone la rappresentazione si ottiene un byte di 8 bit pari a tutti 1, e aggiungendo 1 si ritorna a tutti 0 (l'overflow viene ignorato).

## Addizione
Operare l'addizione di due interi rappresentati con questo metodo non richiede processi speciali se essi sono di segno opposto, e il segno viene determinato automaticamente. Facciamo un esempio addizionando 15 e -5:
{\displaystyle {\begin{array}{r}0&0&0&0&1&1&1&1&+\\1&1&1&1&1&0&1&1&=\\\hline 0&0&0&0&1&0&1&0\end{array}}}
Questo processo gioca sulla lunghezza fissa di 8 bit della rappresentazione: viene ignorato un riporto di 1 che causerebbe un overflow, e rimane il risultato corretto dell'operazione (10).
Gli ultimi due bit (da destra a sinistra), ovvero i più significativi, della riga dei riporti contengono importanti informazioni sulla validità dell'operazione: se il risultato è compreso o non è compreso nell'intervallo dei numeri rappresentabili. Si verifica se il riporto è stato eseguito sul bit del segno ma non è stato portato fuori, o viceversa; più semplicemente, se i due bit più a sinistra sulla riga dei riporti non sono entrambi 0 o 1. Per verificare la validità del risultato è conveniente eseguire su questi due bit un'operazione XOR. Vediamo un esempio di addizione a 4 bit di 7 e 3:
{\displaystyle {\begin{array}{r}0&1&1&1&+\\0&0&1&1&=\\\hline 1&0&1&0\end{array}}}
In questo caso, come si può notare dal riporto presente solo sul bit più significativo, si è in presenza di overflow, per cui il risultato non è 10 (come sarebbe corretto) ma -6, infatti il massimo numero positivo rappresentabile in complemento a due su quattro bit è 7 (con {\displaystyle n=4:2^{n-1}-1=7}).

## Sottrazione
Anche se la sottrazione potrebbe essere eseguita aggiungendo il complemento a due del sottraendo al minuendo, questo procedimento è poco utilizzato in quanto porta più complicazioni rispetto alla semplice costruzione di un circuito per la sottrazione. Come per l'addizione però, il vantaggio del complemento a due è l'eliminazione della necessità di esaminare i segni degli operandi per determinare quale operazione sia necessaria. Per esempio, sottrarre -5 a 15 è come aggiungere 5 a 15, ma questo è nascosto dal complemento a due:
{\displaystyle {\begin{array}{r}0&0&0&0&1&1&1&1&-\\1&1&1&1&1&0&1&1&=\\\hline 0&0&0&1&0&1&0&0\end{array}}}
L'overflow viene individuato con lo stesso metodo usato per l'addizione, esaminando i due bit più a sinistra sulla riga dei riporti: se sono differenti si è verificato un overflow.
Facciamo un altro esempio con una sottrazione con risultato negativo ({\displaystyle 15-35=-20}):
{\displaystyle {\begin{array}{r}0&0&0&0&1&1&1&1&-\\0&0&1&0&0&0&1&1&=\\\hline 1&1&1&0&1&1&0&0\end{array}}}

## Particolarità
A parte una singola eccezione, cercando il complemento a due di ogni numero rappresentato con questo metodo, otteniamo il suo opposto: 5 diventa -5, 12 diventa -12, ecc.
Il minor numero rappresentabile (cioè quello negativo con maggior valore assoluto) costituisce l'unica eccezione: vediamo l'esempio del numero -128 nella rappresentazione a 8 bit:
{\displaystyle 1000\ 0000}
invertendo i bit si ottiene
{\displaystyle 0111\ 1111}
e aggiungendo 1 diventa
{\displaystyle 1000\ 0000.}
Questo perché 127 è il maggior numero con segno rappresentabile con 7 bit. Si noti che viene segnalato un overflow perché c'è un riporto sul bit del segno ma non fuori di esso.
Nonostante questo sia un numero unico, la sua rappresentazione è valida. Tutte le operazioni possono funzionare con esso sia come operando che come risultato (a meno che non sia successo un overflow).

## Trattazione matematica
I {\displaystyle 2^{n}} possibili valori degli {\displaystyle n} bit che vanno a costituire la rappresentazione di un numero intero in forma binaria formano un anello di classi d'equivalenza, ovvero gli interi (modulo {\displaystyle 2^{n}}). Ciascuna classe rappresenta un insieme
{\displaystyle \{j+k\cdot 2^{n}\mid k\in \mathbb {Z} \},\qquad \forall j\in \mathbb {Z} ,\,\,0\leq j\leq 2^{n}-1.}
Esistono {\displaystyle 2^{n}} insiemi del genere, e l'addizione e la moltiplicazione sono ben definite all'interno di essi.
Se le classi sono impiegate per rappresentare i numeri tra 0 e {\displaystyle 2^{n}-1}, e l'overflow viene ignorato, si ha un insieme di interi senza segno; ma ognuno di essi è equivalente a sé stesso meno {\displaystyle 2^{n}}. Quindi le classi possono essere intese come la rappresentazione dei numeri tra {\displaystyle -2^{n-1}} e {\displaystyle 2^{n-1}-1}, sottraendo {\displaystyle 2^{n}} dalla metà di essi.
Per semplicità: con 8 bit si possono rappresentare i numeri interi da 0 a 255. Sottraendo 256 alla metà superiore (da 128 a 255) si ottengono i numeri da -128 a -1, e l'insieme totale comprende ora i numeri da -128 a 127, con segno.
La relazione col complemento a due è resa evidente dal fatto che 256 = 255 + 1, e che {\displaystyle 255-x} è il complemento a uno di {\displaystyle x.}
Esempio
-95 modulo 256 equivale a 161, dal momento che:
{\displaystyle {\begin{aligned}-95+256&=-95+255+1\\&=255-95+1\\&=160+1\\&=161\end{aligned}}}
{\displaystyle {\begin{array}{r}1&1&1&1&1&1&1&1&-\\0&1&0&1&1&1&1&1&=\\\hline 1&1&1&0&1&1&0&0&+\\&&&&&&&1&=\\\hline 1&0&1&0&0&0&0&1\end{array}}}
{\displaystyle {\begin{array}{r}&255&-\\&95&=\\\hline &160&+\\&1&=\\\hline &161\end{array}}}